# Shhh
|  | Sammenskrivningsforslag Artiklen Shhh er foreslået føjet ind i Anders Matthesen. (Siden august 2018) Diskutér forslaget Kort begrundelse: kan alle disse shows bære selvstændige artikler |

Shhh er et stand-up show af stand-up-komikeren Anders Matthesen og hans syvende i rækken. Anden turnerede med showet i 2016 og udgives på dvd i december i 2016. 